# マイオピアハントクラブ

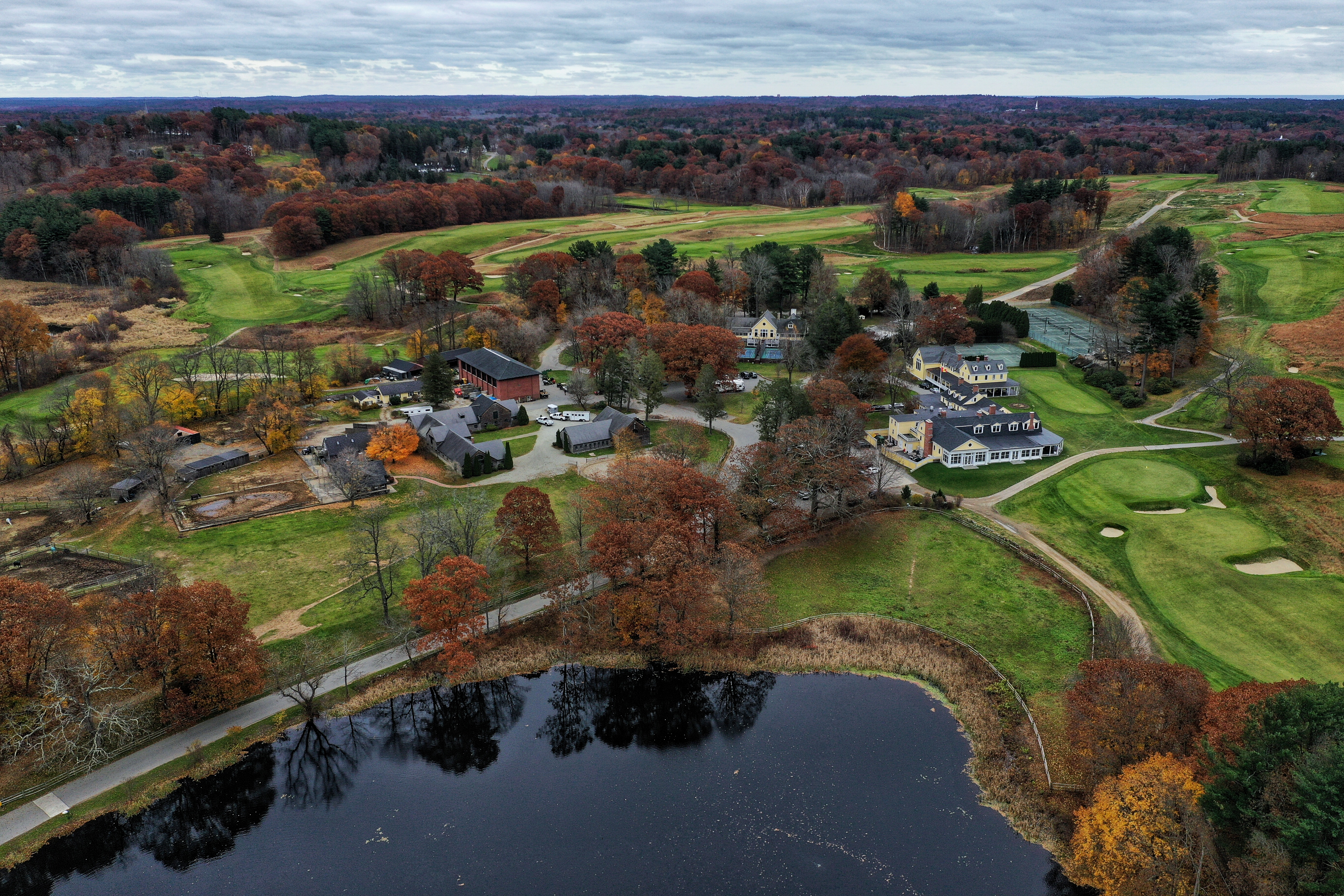
上空からのマイオピアハントクラブ

マイオピアハントクラブ (Myopia Hunt Club) は、米国マサチューセッツ州サウスハミルトンにあるキツネ狩り場とカントリークラブ。全米オープンゴルフ選手権がその初期の時代に4回（1898年、1901年、1905年および1908年）開催されている。 

## 歴史
1882年にJ・マレー・フォーブス (J. Murray Forbes) により創設された。ゴルフコースはハーバート・C・リーズ (Herbert C. Leeds) の設計・施工により1894年完成。リーズはその後30年以上にわたりこのクラブに所属した。リーズはまた1898年の全米オープン（このマイオピアハントクラブで開催）に出場し7位タイの成績を残している。コースを知り尽くしていたことがこれほどの上位でフィニッシュできた要因であったことは間違いない。 
クラブの名称である「マイオピア（近視）」は、その初期のメンバーの何名かがマサチューセッツ州ウィンチェスターにあるマイオピアクラブから移籍してきたことに由来している。マイオピアクラブを創設した4人の兄弟はいずれもが視覚に障害があるか、あるいは近視であった。現在、マイオピアハントクラブでは生きた狐狩りは行われておらず、犬が匂いを探し当てるドラッグハントが行われている。 
6,539ヤードで完成したゴルフコースは、リーズにより数多くの障害が設けられた。高いマウンド、深いバンカー、超高速グリーン、相当のキャリーが必要なブラインドショット、深いくぼ地、深いラフ、段付きグリーン、それに避けなければならない池やパドックもあった。1901年の全米オープンでは80を切ってラウンドできたプロが一人もいなかった。 

## ポロ
マイオピアのもう一つの特徴は米国内で最も古くから続いているポロ用フィールドを有していることである。もとは牧草地だったところの草を刈ってギブニーフィールドと名付け、1888年の夏には練習に使われた。その秋にデッドハムポロアンドカントリークラブ (Dedham Polo and Country Club) との初公式戦を行った。1890年にポロ協会（現在の全米ポロ協会）創設時の7つのクラブの一つとなった。これら7つのクラブのうちで現在も存続しているのは2クラブのみで、マイオピアはその一つである（もう一つはロングアイランドのメドウブルック）。マイオピアは唯一オリジナルのフィールドを現在も維持している。 
ただし、ギブニーフィールドは現存する全米最古のポロフィールドではない。サウスカロライナのエイケンにあるエイケンポロクラブの所有するウィットニーフィールドでは1882年に地元の祭りのエキシビション試合が行われている。エイケンポロクラブは1899年にポロ協会に加盟した。マイオピアでは現在でも夏場のメモリアルデイからコロンブスデイにかけてポロの試合が行われる。日曜日午後3時からの試合は外部にも公開され、安価な入場料で観戦できる。1902年にはテニスコートも作られたが、現在は他用途に転換されて現存しない。

## ゴルフ
マイオピアハントクラブは、ゴルフマガジン誌による全米100の名物ホールに二つ（4番と9番）のホールが選ばれている唯一のゴルフコースである。 
1898年、1901年、1905年、1908年の4回にわたり全米オープンが開催された。1901年に優勝したウィリー・アンダーソン（全米オープンに4回優勝した4人のうちの一人）の72ホール優勝スコアは 331 で、これは現在でも全米オープン史上最多打数の記録となっている。アンダーソンは18ホールのプレーオフでアレックス・スミスを下したが、その時のスコアは85（スミスは86）で、これは彼のこの大会における最悪スコアである。初めの 9 ホールは1896年に完成していたが、残りの9ホールが完成したのは1898年の10月であるから、同年6月にこのマイオピアで開催された全米オープンは9ホールを8回ラウンドしたことになる。

### スコアカード
1995年から2005年にかけて、クラブ会長のマイケル・グリーンとゴルフ部長スティーブ・ウォーホバーの主導で（クラブメンバーの同意も得て）コース改造が実施された。いくつかのホールではティーを新設して距離の延長が行われた（2、4、7、10、11、15、18番）。さらに、コース上の多くの木を取り除き昔ながらのマウンドを設置し、ハーバート・リーズによるオリジナルの設計に回帰した。 
ゴルフライターで後年作家となったジョン・アップダイクはこのマイオピアハントクラブをホームコースとしていた。 

スコアカードには各ホールに名称がつけられており、主として地形的特徴を表したものとなっている: 
1. First（一番目）
2. Lookout（注意しよう）
3. Brae（斜面）
4. Miles River（長い川）
5. Lone Tree（一本木）
6. Brook（小川）
7. Myopia（近視）
8. Prairie（プレーリー）
9. Pond（池）
10. Alps（アルプス）
11. Road（道路）
12. Valley（谷）
13. Hill（丘）
14. Ridge（尾根）
15. Long（長い）
16. Paddock（パドック）
17. West（西へ）
18. Home（ホーム）

## 参照項目
- Myopia Club（マサチューセッツ州ウィンチェスター）